# Contraband (Big Band)
Die Contraband war eine niederländische Big Band des Modern Creative Jazz. Sie wurde gegründet und geleitet von dem niederländischen Posaunisten Willem van Manen.

## Bandgeschichte
Die Contraband wurde von van Manen erst als internationale Gruppe konzipiert. Im Laufe der Jahre veränderte sich die Besetzung mehrfach. In der Zeit ihres Bestehens gab die Contraband über 300 Konzerte. Die Band spielte meistens in den Niederlanden, trat aber auch in Deutschland, Belgien, Frankreich und der Schweiz auf. Bei den Touren 2000 und 2001 begleitete der Schriftsteller J. Bernlef die Formation.

## Musik

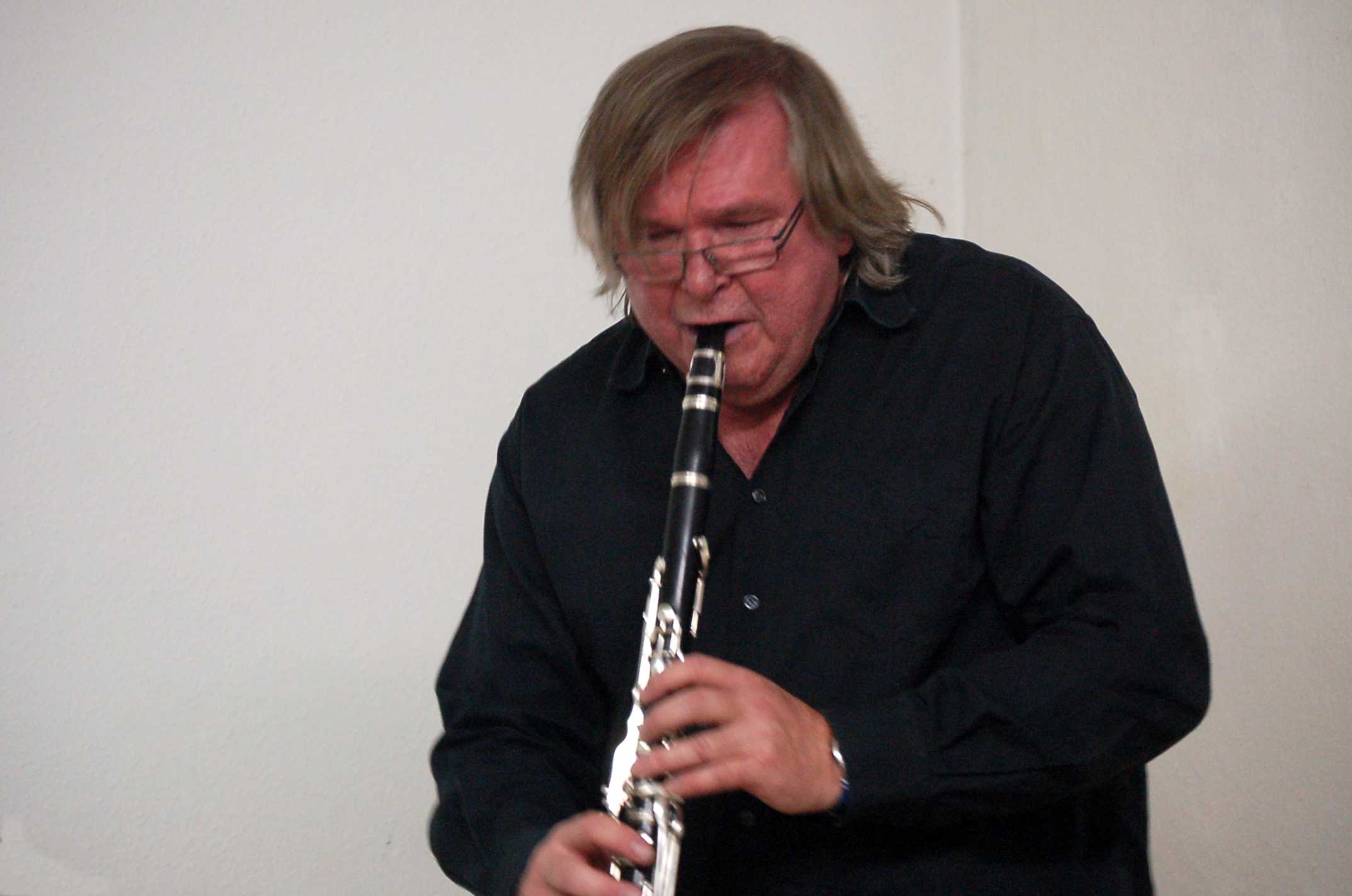
Theo Jörgensmann, Gründungsmitglied der Contraband, 2009

Die Band spielte vorwiegend Originalkompositionen ihrer Mitglieder. Die Kompositionen lassen dem Spieler viel Platz für Improvisation, die je nach Stück harmonisch und im Tempo festgelegt oder frei ist. Auch gab es in dieser Big Band ungewöhnlich viel Raum für Kollektivimprovisationen. Darüber hinaus machte ein besonderes musikalisches Merkmal den Sound dieser Band aus. 
Die Holzbläsergruppe setzte sich bei der Contraband aus 4 Saxophonen und einer Klarinette zusammen. Die Stimme der Klarinette wurde in den jeweiligen Stücken verschiedenartig eingesetzt. So ist sie stimmlich nicht nur der Saxophon-Sektion, sondern der Trompeten-Sektion oder auch der Posaunen-Sektion zugeteilt, was dem Sound der Contraband einen einständigen, unverwechselbaren Klangcharakter verlieh und den konventionellen Big-Band-Klang durchbrach.
Die Contraband gilt als kraftvolle, ausdrucksstarke Big Band.

## Diskografie
- Live at the BIMhuis (1989, BVHaast)
- De Ruyter Suyte (1991, BVHaast)
- Boy Edgar Suite (1995, VPRO Eigenwijs)
- Hittit (1998, BVHaast)
- Pale Fire (2001, BVHaast)
- The Painter (2004, Attaca)

## Sonstige Bandmitglieder
- Trompete: Toon de Gouw, Ad Gruter, Willem Schoenmaker, Loet van der Lee
- Posaune: Chris Abelen, Hans Visser, Hans Sparla, Joost Buis
- Klarinette: Patrick Hagen
- Saxophon: Rutger van Otterloo, Frans Vermeerssen, Miguel Boelens
- Piano: Ron van Rossum, Jeroen van Vliet, Stevko Busch
- Bass: Hein Offermans, Eric van der Westen, Arnold Dooyeweerd, Gerco Aerts
- Schlagzeug: Charles Huffstadt, Wim Kegel